# Вільне (Ізюмський район)
Ві́льне — село в Україні, у Ізюмському районі Харківської області. Населення становить 271 осіб. До 2020 орган місцевого самоврядування — Лозовеньківська сільська рада.

## Географія
На відстані 1,5 км від села Вільне знаходиться село Нова Серпухівка.

## Історія
12 червня 2020 року, відповідно до Розпорядження Кабінету Міністрів України  № 725-р «Про визначення адміністративних центрів та затвердження територій територіальних громад Харківської області», увійшло до складу Балаклійської міської територіальної громади.
19 липня 2020 року, в результаті адміністративно-територіальної реформи та ліквідації Балаклійського району, село увійшло до складу новоутвореного Ізюмського району.